# Fluido freni
Il fluido freni o liquido freni, impropriamente definito olio freni, è l'elemento fondamentale per l'azionamento dei sistemi frenanti idraulici.

## Funzionamento e caratteristiche
Il liquido dei freni deve avere caratteristiche tali da trasmettere la pressione della leva alle pastiglie, tramite l'ausilio della pompa freno e del serbatoio stesso che lo contiene e che permette che ci sia sempre fluido a disposizione con la progressiva usura dei freni (il che richiama più fluido), senza che tale fluido vada in ebollizione, corroda l'impianto frenante o porti la formazione di ruggine nell'impianto.

## Siglatura e caratteristiche
Con l'eccezione dell'LHM, la siglatura dei diversi tipi di liquido per freni, che devono rispettare la normativa internazionalmente adottata FMVSS 116 (federal motor vehicle safety standard), è quella del Department of Transportation (DOT) statunitense, ed è direttamente proporzionale alle loro specifiche (in particolare al punto di ebollizione).
I vari fluidi hanno come caratteristiche:
|         | Temperatura d'ebollizione [°C] | Igroscopicità | Viscosità a -40/+100 °C | Base chimica                                                                                       | Note |
| ------- | ------------------------------ | ------------- | ----------------------- | -------------------------------------------------------------------------------------------------- | --- |
| Pre-DOT |                                |               |                         | olio di ricino e alcoli (di solito butanolo, di colore rosso porpora, o etanolo, di colore giallo) | Non compatibile con fluidi di base diversa |
| DOT 2   | 190                            |               |                         | olio di ricino e alcoli (di solito butanolo, di colore rosso porpora, o etanolo, di colore giallo) | Non compatibile con fluidi di base diversa |
| DOT 3   | 205-230                        | lieve         | 1450 / 2                | glicolica                                                                                          | Danneggia la vernice Non compatibile con le guarnizioni in gomma naturale Non compatibile con fluidi di base diversa                                                                                              |
| DOT 4   | 250-268                        | bassa         | 1480 / 2,3              | glicolica                                                                                          | Danneggia la vernice Non compatibile con le guarnizioni in gomma naturale Non compatibile con fluidi di base diversa                                                                                              |
| DOT 5   | 230-266                        | nulla         | 885 / 5,7 a 50 °C       | siliconica                                                                                         | Leggermente comprimibile Non compatibile con fluidi di base diversa |
| DOT 5.1 | 260-275                        | media         | 800 / 1,8               | glicolica                                                                                          | Danneggia la vernice Non compatibile con le guarnizioni in gomma naturale Non compatibile con fluidi di base diversa                                                                                              |
| DOT 6   | >260                           | nessuno       |                         | siliconica                                                                                         | Leggermente comprimibile Non compatibile con fluidi di base diversa |
| DOT 6.1 | 300-315                        | elevata       |                         | glicolica                                                                                          | Danneggia la vernice Non compatibile con le guarnizioni in gomma naturale Non compatibile con fluidi di base diversa                                                                                              |
| LHM     | 235                            | nulla         | 17,8 a 40 °C / 6,3      | minerale                                                                                           | Acronimo di Liquide Hydraulique Minéral, specifico per alcune vetture Citroën sulle quali viene utilizzato anche per le sospensioni idropneumatiche come la Citroen DS Non compatibile con fluidi di base diversa |

## Manutenzione

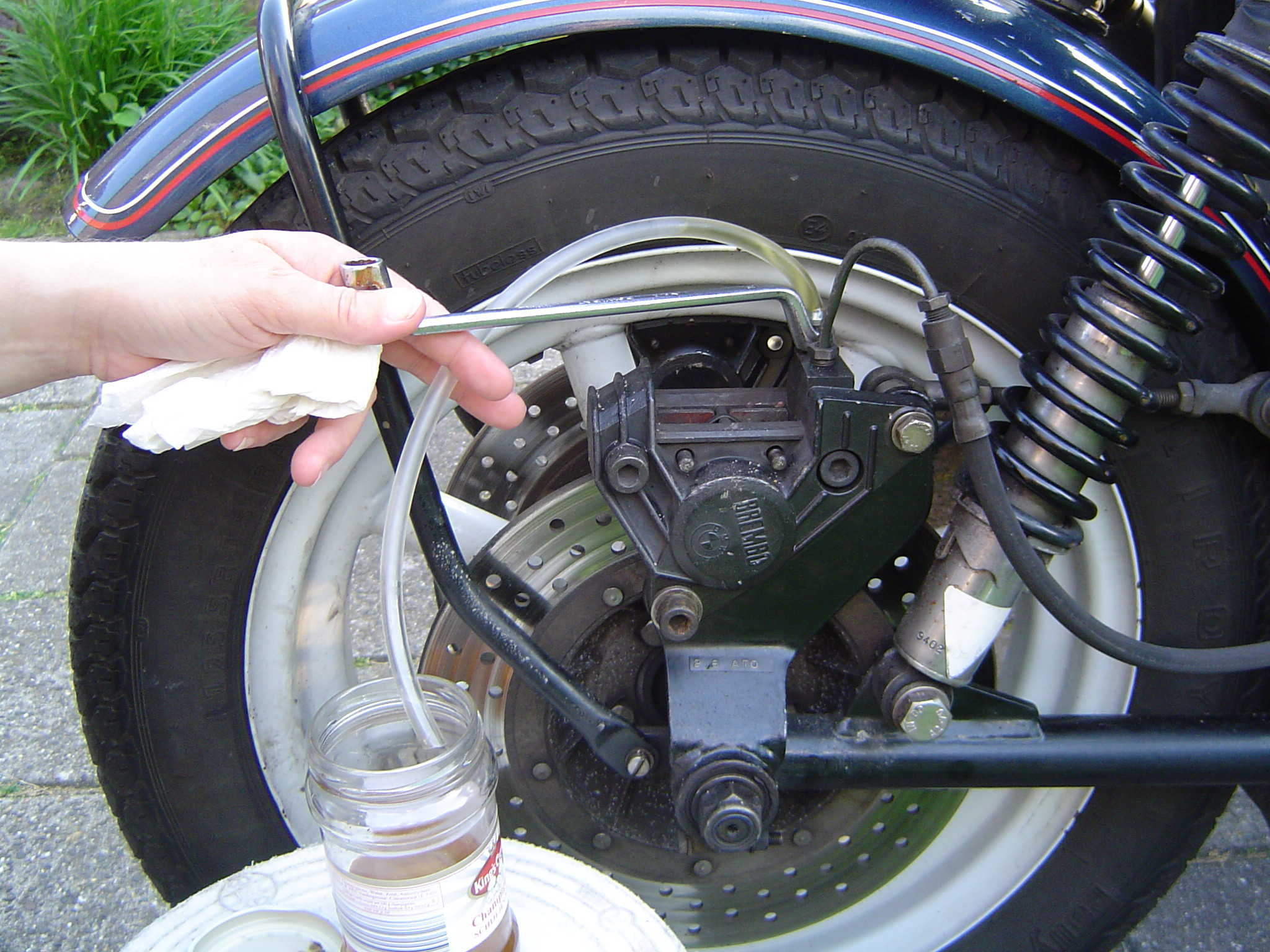
Revisione del liquido

Come manutenzione gli impianti idraulici richiedono:
- Spurgo del liquido, è una tecnica che serve per eliminare l'aria presente nel liquido, eventualità che si verifica durante la sostituzione del fluido, e necessario per far fluire lo stesso alla pinza freno; tecnica che si effettua svitando la vite di spurgo e azionando il comando del freno.
Bisogna inizialmente rimuovere il cappuccio di gomma dalla valvola di spurgo posta sulla pinza freno, aprire il tappo della vaschetta fluido, connettere un tubo trasparente sulla valvola di spurgo e portarlo fin dentro un contenitore, azionare 2-3 volte il comando del freno e farlo rimanere azionato, svitare la valvola di spurgo della pinza freno facendo fuoriuscire il fluido nel tubo trasparente, richiudere la valvola e rilasciare la leva; se sono visibili delle bolle d'aria attraverso il tubo, bisogna ripetere le operazioni precedenti fin quando non si ottiene una fuoriuscita di fluido continua.
Mentre, con l'adozione delle nuove viti di spurgo con valvola di ritegno, è sufficiente svitare leggermente tale valvola e azionare più volte il comando del freno senza dover necessariamente chiudere e aprire continuamente la vite di spurgo.
- Livello liquido nel range, il liquido freni, con un impianto frenante nuovo, dovrebbe trovarsi al livello massimo indicato sul serbatoio, mentre in caso d'impianto usurato (pastiglie e disco completamente consumati) il liquido dovrà trovarsi sul livello minimo; questo avviene perché con il normale consumo i pistoncini fuoriescono sempre di più dalla pinza, facendo accumulare il liquido nella pinza e svuotando il serbatoio.
- Rinnovo liquido/Sostituzione del liquido, tecnica necessaria qualora il liquido assorba troppa umidità e rischi di corrodere l'impianto frenante.
Il rinnovo del liquido va effettuato smontando ogni componente dell'impianto frenante e ripulirlo dal vecchio fluido presente, per poi ricaricare l'impianto.
Oppure portare il livello del liquido nel serbatoio al minimo tramite lo spurgo, riempire con il nuovo liquido, continuare lo spurgo fino a che non fuoriuscirà solo il nuovo liquido (preferibilmente mantenendo i pistoncini della pinza rientrati, per favorire il ricambio), riempire il serbatoio fino al livello massimo, sigillare il serbatoio con l'apposito tappo e (se provvisto) anche con la membrana, premere il comando del freno in modo da portare le pastiglie a contatto; se il liquido supera il livello massimo, si dovrà far fuoriuscire parte del liquido tramite il tappo dello spurgo.
Un'altra tecnica consiste nello svuotare il circuito tramite depressione applicando o un depressore per circuiti idraulici o tramite una siringa; infatti, applicando tale sistema, dalla vite di spurgo (aperta) è possibile asportare il fluido freni e velocizzarne il riempimento.

## Applicazioni
Questo tipo di fluido viene utilizzato principalmente su impianti frenanti, ma viene ampiamente utilizzato anche per le frizioni a comando idraulico. Nel solo caso del liquido LHM anche per le sospensioni idropneumatiche Citroën e per evitare miscelazioni incompatibili con questo fluido minerale, su tali autoveicoli il tappo e/o la vaschetta del fluido sono colorati di verde, così come talvolta anche la pompa dei freni e altri elementi delle sospensioni.
Tale liquido è soggetto a pressioni differenti a seconda dell'applicazione: nel caso delle motociclette si hanno picchi pressori che oscillano tra gli 8 e 15 bar, mentre nelle vetture di Formula 1 si superano i 75 bar.